# Ту Стань!
«Ту Стань!» — щорічний фестиваль української середньовічної культури. Відбувається на території історико-культурного заповідника «Тустань» (біля с. Урич, Сколівського р-н., Львівської обл.). Фестиваль відтворює культуру та побут українського Середньовіччя.

## Про фестиваль
Захід вперше відбувся 2006 року і є найстарішим в Україні історичним фестивалем, що відбувається безперервно. Особливістю заходу є його орієнтованість на визначений період минулого — час існування наскельного міста фортеці Тустань, IX—XVI століття.
Головною відмінністю «Ту Стані!» від інших фестивалів є участь глядачів у всіх елементах дійства, цілісне художнє та режисерське оформлення. Домінантою, центром уваги фестивалю є наскельне місто-фортеця.
Мета фестивалю
Основною метою «Ту Стані!» є відновлення та популяризація української середньовічної культури та наскельного міста-фортеці Тустань.
Завданнями фестивалю є:
- цілісне відтворення середовища (побуту, одягу, зброї, фольклору, ремесел) періоду розквіту фортеці;

- гуртування довкола Тустані мистецького та наукового середовища (музикантів, ремісників, скульпторів, художників, фотографів, театралів, істориків, археологів, архітекторів, етнографів, історичних реконструкторів);

- влаштування туристичної інфраструктури довкола пам'ятки;

- регенерація села шляхом розвитку агротуризму, традиційної кухні, місцевих ремесел, продовження фолькових традицій.[2]

## Основні локації
Фестиваль цілісно відтворює усі сторони життя та побуту українського середньовіччя. Його незмінними частинами є: двобої, бугурти, кінний турнір, середньовічні танці, музика (героїчний епос, фольк, середньовічна музика та їх інтерпретації), вогняне дійство, пісні при ватрі, кіноніч.
Окремими майданчиками (локаціями), що діють постійно є:
- Середньовічний табір;

- Ярмарок ремісників;

- Середньовічна кухня;
- Театральна галявина;
- Вуличні музики;
- Інтерактивні локації (стрільби з лука і арбалета, метавка, навчання бою та ін.)

Крім того, «Ту Стань!» має свої щорічні унікальні витвори — це нічний штурм фортеці та лазерне дійство.
Захід передбачає атракції для відвідувачів різних вікових категорій та з різними вподобаннями. На фестивалі можна бути як спостерігачем життя середньовічного містечка, так і стати його активним учасником, долучаючись до найрізноманітніших заходів.

## Фестиваль у різні роки
2006
Перший фестиваль української середньовічної культури відбувся 8-10 вересня 2006 року. Поєдинки, вогняне дійство, ремесла, ігрища, середньовічні танці, музика та інші атракції були покликані максимально занурити відвідувачів в атмосферу українського середньовіччя.
Унікальним витвором першої «Ту Стані!» був нічний штурм фортеці, який став незмінною частиною усіх наступних фестивалів.
2007
Відбувся 8-9 вересня. Особливістю цього фестивалю стали десятиметровий триголовий вогнедишний змій та відтворена реконструкторами  катапульта, що використовувалися у штурмі фортеці.
Головна подія на музичній сцені — виступ гурту Кому вниз.
2008
Відбувся 6 вересня. Окрім звичних для фестивалю середньовічного ярмарку, нічного штурму фортеці, ігрових майданчиків, вогняного дійства — з'явилася нова  додаткова атракція — кіноніч.

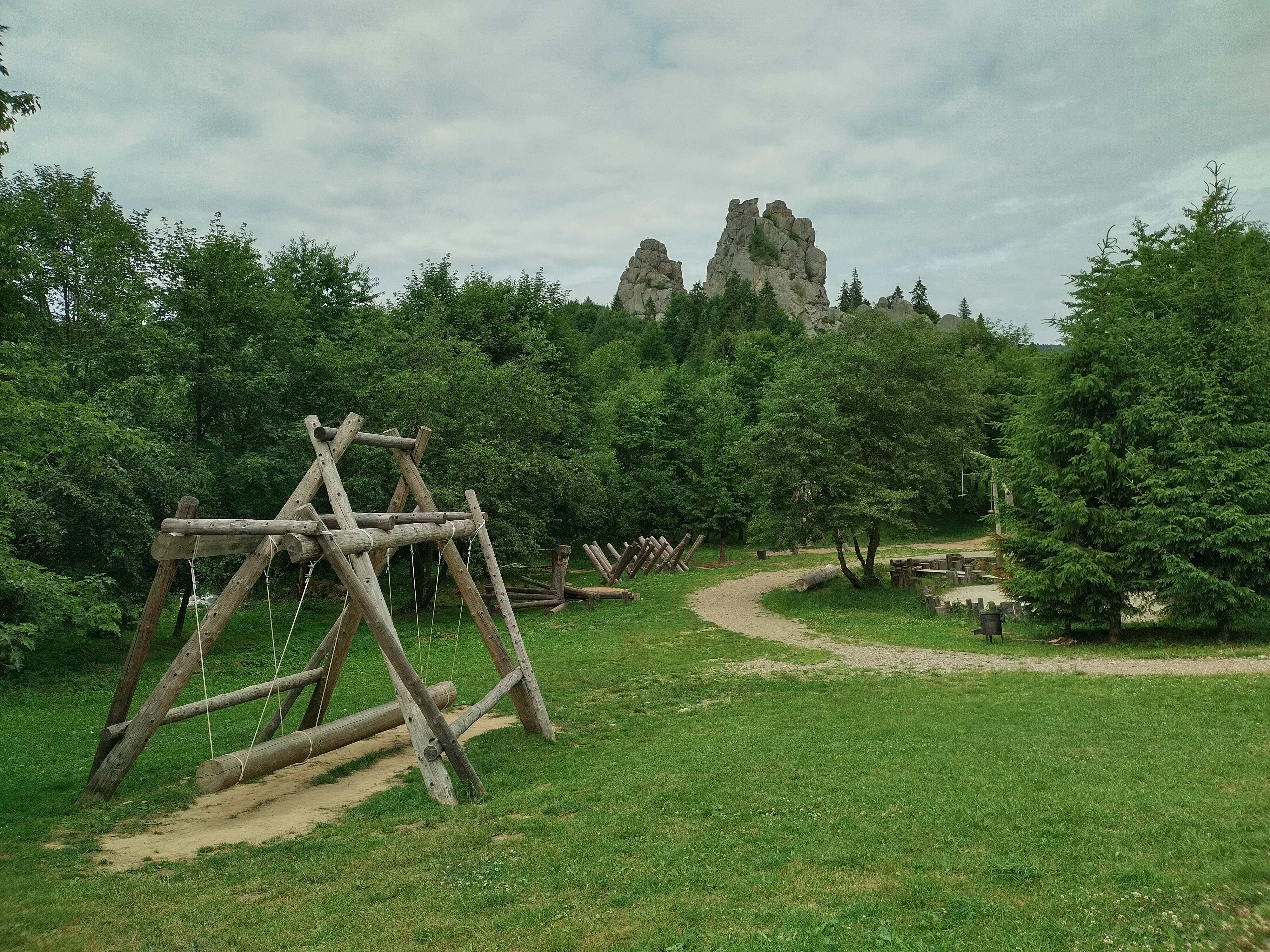
Гойдалки

Музичну атмосферу заходу творили видатні українські барди — Едуард Драч, Олександр Смик, Наталка Криничанка, Віктор Цимбалюк та Василь Жданкін.
2009
Відбувся 4-6 вересня. Перший фестиваль, якому була присвоєна визначена тема — «Стань лицарем». Відповідно до цієї теми проводилася рольова гра «Стань лицарем», представлялася легенда про народження лицаря. До фестивалю було відтворено таран, який в подальшому використовували для нічного штурму фортеці.
На музичній сцені виступали: Люди добрі, Дивні, Дуда, Хорея Козацька, Рутенія, Пропала грамота, Нова радість, Коралі (Львів), Kings & Beggars.
2010
Відбувся 4-5 вересня, тема: «Захисти свою фортецю!». Особливістю цього фестивалю була рольова гра-змагання, після успішного проходження якої учасників урочисто посвячували в лицарі. На "Ту Стані! — 20102 було вперше відтворено макет фортеці на скелі.
На музичній сцені виступали: Дивні, Містерія, Марвінок, Дикий Гон,  Йорий Клоц, Замкова Тінь, Kings & Beggars, Пропала грамота.
2011
Відбувся 5-7 серпня, тема: "Тустанька птаха2. Час проведення фестивалю було перенесено з початку вересня на перші вихідні серпня. Вперше на фестивалі демонструвався лазерний мультик на скелі.
На музичній сцені виступали: Ойкумена, Дивні, Дикий Гон, Пан Купець, Йорий Клоц, Kings & Beggars, Люди добрі, Один в Каное.
2012

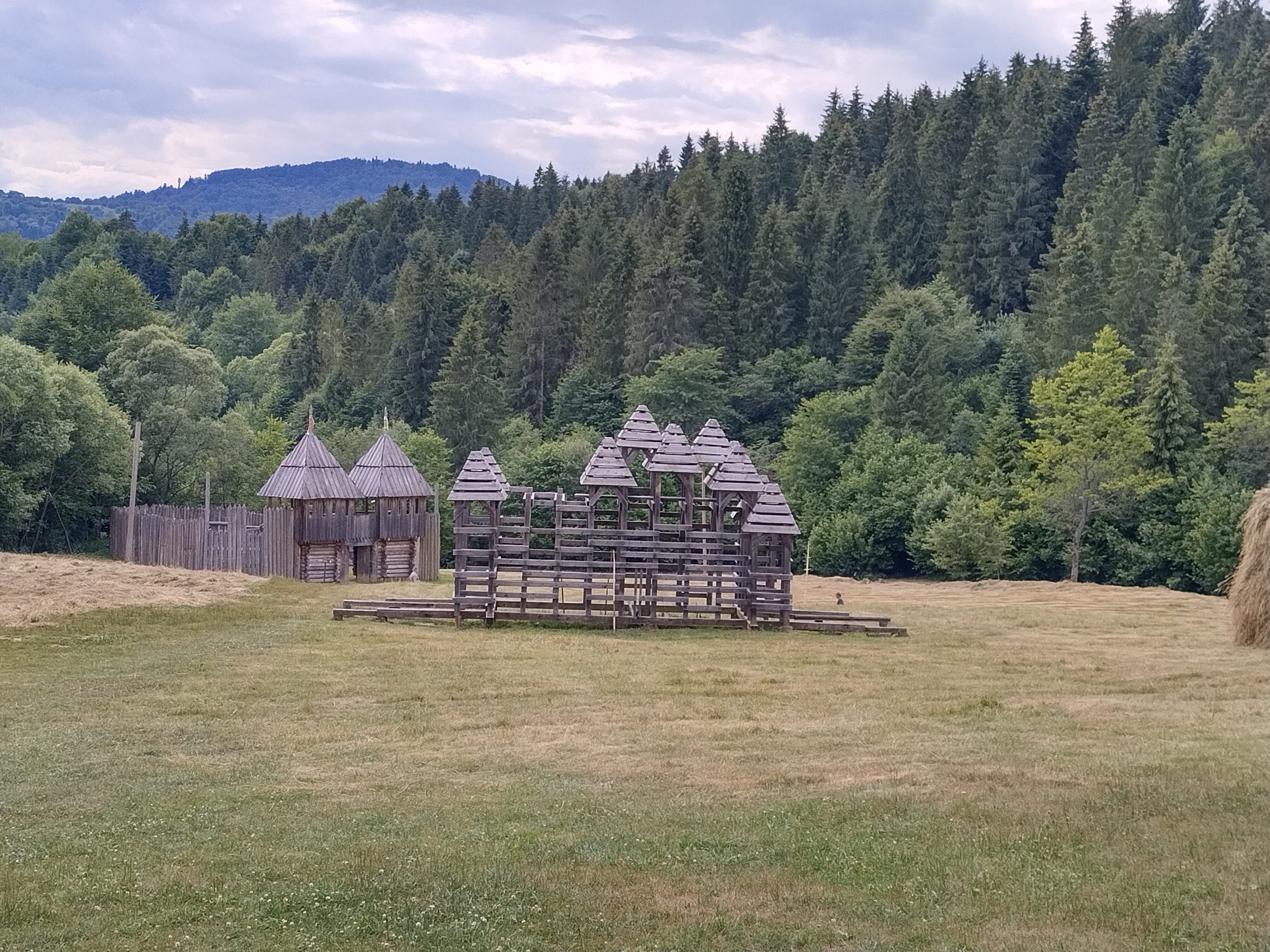
Дерев'яна фортеця

Відбувся 3-5 серпня, тема: «Уяви себе». Особливостями заходу стали лялькова вистава «Король Данило та його блазень Олелько», рольова гра «Уяви себе» та вперше присутні за фестивалі скоромохи.
На музичній сцені: Бузиновий яр, Kings & Beggars, Йорий клоц, Дикий гон, Один в каное, Пан пупець, Люди добрі, Дивні.
2013
Відбувся 2-4 серпня, тема «Будуємо фортецю». Особливість фестивалю цього року — відсутність музичної сцени. Натомість на заході було багато вуличних музик, що лише посилило атмосферу перебування в середньовічному містечку.
Вперше на фестивалі відбулася ватра, що стала традиційним заходом. На скелях було відтворено каркас вежі.
2014
Відбувся 1-3 серпня. Як реакція на події в країні захід змінив свій формат з фестивалю на «Зустріч у фортеці». Саме цього року було започатковано три нові локації — Духовну територію, Театральну галявину та Тустанську школу.
2015
Відбувся 31 липня-2 серпня, тема: «Історія наших перемог». Традиційно діяли інтерактивні майданчики, кухня, середньовічний ярмарок, де можна було не лише ознайомитися з технологіями середньовічних ремесел, а й власноруч створити давній виріб. Тустанська школа набрала нових масштабів і перетворилася на Університет.
Музичну атмосферу творили: Йорий Клоц, Перекоти Поле, Гардаріка, Жива, ВАРЙОН та ін.
2016
Відбувся 5-7 серпня, тема: «Щит Європи». До обрання саме такої теми фестивалю підштовхнули події ХІІІ століття, що мали на меті об'єднати Європу у боротьбі проти монгол. Це історичний період, коли українські землі виступили щитом між Європою і Азією.

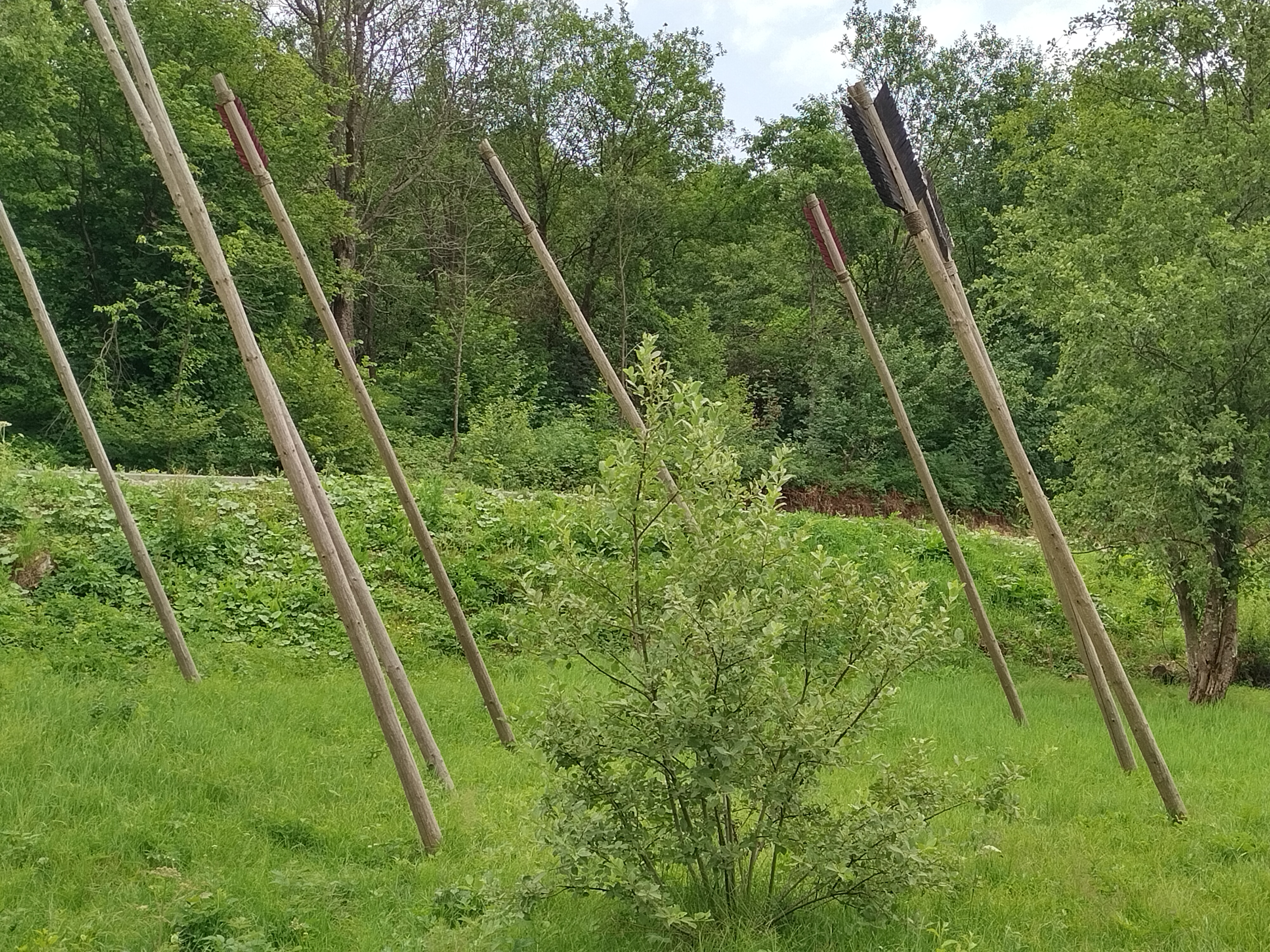
Інсталяція "Стріли"

На фестивалі відбулося відкриття інтерактивної скульптурної групи «Щит Європи», яку відвідувачі самостійно могли «оживляти» і приводити в рух. Вперше на фестивалі відбувся дитячий штурм фортеці та з'явилася камерна сцена. Зазнала деяких змін і концепція фестивалю — рамки історичного періоду, який відтворюється, розширились з IX—XIII ст. до IX—XVIII ст.
2017
Відбувся 4-6 серпня, тема «Як в кіно». Родзинкою фестивалю стала робота кіношколи, учасники якої змогли поринути у «кінокухню», прослухати лекції, взяти участь у майстер-класах та навіть створити свій мініфільм впродовж фестивалю.
Також вперше на фестивалі окрім звичних ремісничих майстер-класів діяло дві школи — гончарства та миловаріння. Музичну програму фестивалю забезпечили гурти Torban, The Doox, Джалапіта, Lemko Bluegrass Band, Lirwak, ЯгОди, Tricky Tales та Musica Radicum. 
2018
Відбувся 3-5 серпня, тема «Школа лицарства». На фестивалі вперше запрацювали локації: Бойова школа (тут під керівництвом досвідчених тустанських воїнів відвідувачі фестивалю мали змогу опанувати різні види середньовічної зброї); Популярна наука (локація від Заповідника «Тустань» про роботу з унікальною пам'яткою і громадою, про дослідження, збереження і музей, про  бойків і культурний ландшафт, дерев'яну архітектуру і локальну історію села Урич); Дитяча фортеця (у програмі — дитячий штурм фортеці, забави і танці, постановка казки та ін.) На «Ту Стані!-2018» з художників-ремісників формуються окремі Ремісничі Цехи — Цех книги, ювелірів, роботи з текстилем, цехи малярський і гончарний.
Родзинкою фестивалю стала локація Віртуальної Реальності. Тут під керівництвом SoftServe відвідувачі могли здійснити VR-політ над фортецею. На музичній сцені виступали: Lirwak, GG Гуляйгород, ЯгОди, Гуляйгород.

## Світлини

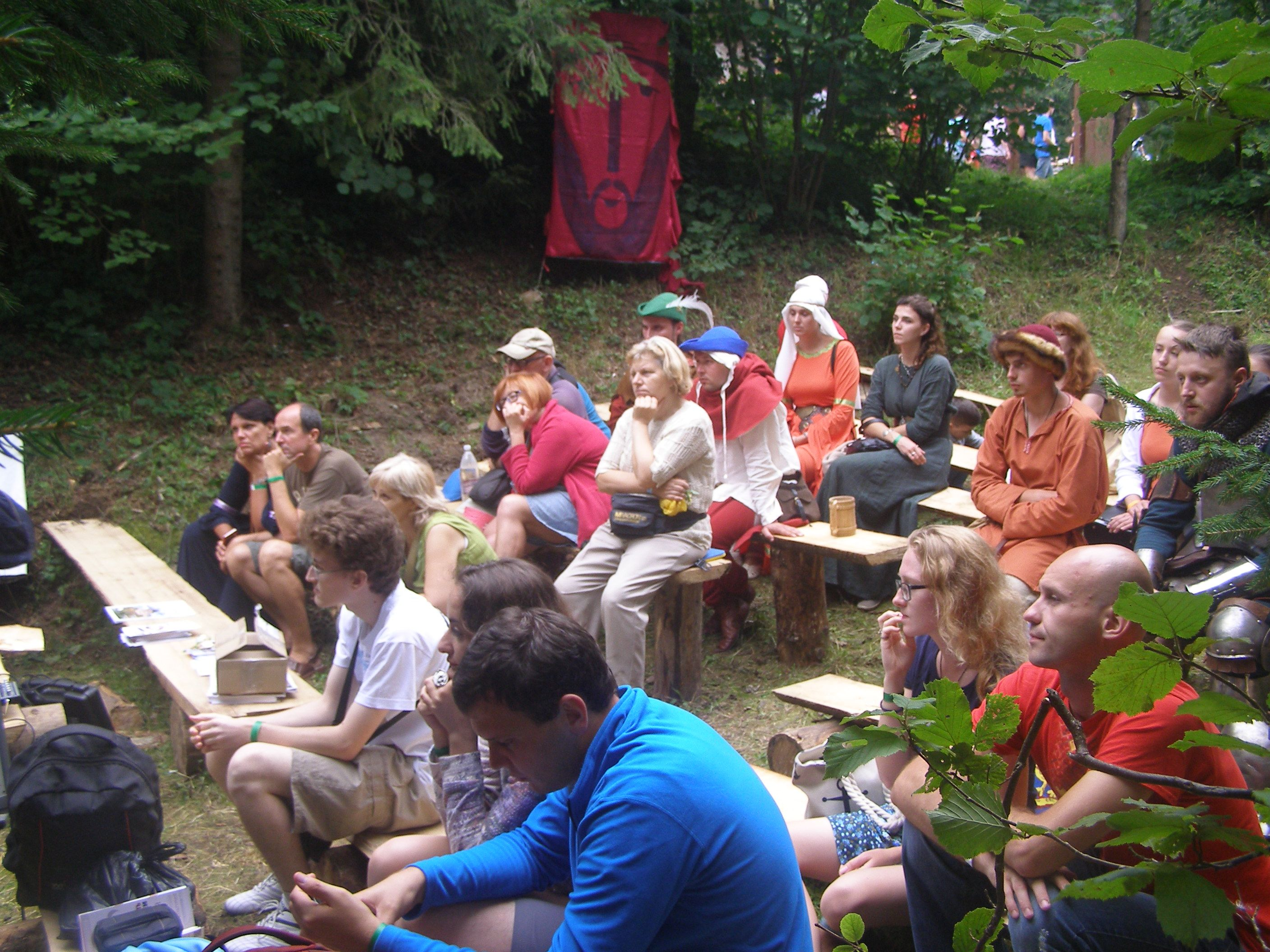

## Організатори, партнери
Організаторами фестивалю є державний історико-культурний заповідник «Тустань» та Львівська обласна громадська організація «Тустань».
Постійним меценатом заходу є Віталій Дем'янюк та клуб «Коло [Архівовано 11 травня 2017 у Wayback Machine.]».
Співорганізатори: Львівська обласна рада, Львівська обласна державна адміністрація [Архівовано 15 березня 2017 у Wayback Machine.], Департамент з питань культури, національностей та релігій Львівської ОДА, Департамент внутрішньої політики ЛОДА, Сколівська районна рада [Архівовано 3 квітня 2017 у Wayback Machine.], Сколівська РДА [Архівовано 3 квітня 2017 у Wayback Machine.], Національний природний парк «Сколівські Бескиди», Підгородецька сільська рада, громада села Урич.
Щорічні учасники: Військово-історична дружина «Чорна Галич», Клуб «Пантера», Організація української молоді «Спадщина», Кінний клуб «Каретний двір».
Постійні партнери: «МЕНС Технології», LUFA [Архівовано 4 квітня 2017 у Wayback Machine.], «Мистецький простір [Архівовано 4 квітня 2017 у Wayback Machine.]», «Музей ідей».
У різні роки фестиваль підтримували: «Час на мандри», «Відвідай» [Архівовано 4 квітня 2017 у Wayback Machine.], Karpaty travel [Архівовано 3 квітня 2017 у Wayback Machine.], Karpaty info [Архівовано 10 листопада 2010 у Wayback Machine.], hromadske lviv.ua [Архівовано 16 червня 2017 у Wayback Machine.], AFISHALVIV.NET [Архівовано 20 березня 2017 у Wayback Machine.], ТРК «Львів» [Архівовано 28 серпня 2018 у Wayback Machine.], 032.ua [Архівовано 4 квітня 2017 у Wayback Machine.], «Стежками України [Архівовано 5 травня 2017 у Wayback Machine.]», FRESHPR [Архівовано 13 травня 2017 у Wayback Machine.], «Арт-Вертеп» [Архівовано 16 березня 2010 у Wayback Machine.], громадська організація «Резерв Дивізії Галичина», «Штурм [Архівовано 4 квітня 2017 у Wayback Machine.]», «Охорона сервіс».